# Afirmacja (psychologia)

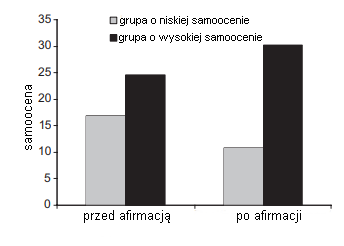
wyniki badań nad powtarzaniem pozytywnych stwierdzeń na swój temat

Afirmacja (łac. affirmatio) – zdania polegające na przekonywaniu siebie w myślach na swój własny temat. Afirmacja polega zazwyczaj na powtarzaniu pozytywnych twierdzeń na temat własnej osoby, co ma prowadzić do identyfikacji z ich treścią. Afirmacja  wykorzystuje mechanizm autosugestii i medytacji w celu wzmacniania poczucia akceptacji u osoby ją stosującej, jednak jest ona wskazana u osób z niepewną, ale pozytywną samooceną. Osoby mające przed afirmacją negatywną samoocenę będą źle odbierać stwierdzenia takie jak np. „Jestem zwycięzcą!”. Skrajnym efektem wmawiania sobie tego przez dłuższy czas może być nawet depresja. Powodem tego są złe myśli osób o zaniżonej opinii na swój temat, które przy stymulacji poprzez afirmację przypominają sobie, że nie są tym, kim chciałyby być. Proces afirmacji tworzy pewne standardy postrzegania siebie, a rozbieżność między nimi a stanem realnym może wywoływać rozczarowanie i smutek. Masowo produkowane książki z samopomocą poprzez taką afirmację działają dobrze na niektóre osoby, a źle na inne.

## Prawidłowa metoda tworzenia afirmacji
Prawidłowa afirmacja polega na ekspozycji osoby na konkretne, pozytywne twierdzenia i zastanowieniu się, w jaki sposób dotyczą one tej osoby. Ktoś, kto chce zwiększyć swoją samoocenę, jest postawiony przed kilkoma twierdzeniami i zastanawia się, czy i jak one go opisują. Afirmacja przez powtarzanie jednego zdania jest tym lepsza, im wyższy jest wynik danej osoby w skali Rosenberga.